# Marc Meyers
Marc Meyers ist ein US-amerikanischer Filmregisseur, Filmproduzent und Drehbuchautor.

## Leben
Meyers wuchs in Cortlandt im Bundesstaat New York auf. Er schloss 1994 am Franklin & Marshall College in Englisch ab. Zeitweise studierte er auch an der University of Oxford. Nach zwei Kurzfilmen drehte er 2003 seinen ersten Spielfilm, dem weitere folgten.

## Filmographie (Auswahl)
- 1998: 86 Costumers (Kurzfilm, Regie, Produktion und Drehbuch)
- 2000: Callous (Kurzfilm, Regie, Produktion und Drehbuch)
- 2003: Witnessing (Regie)
- 2006: Approching Union Square (Regie, Produzent, Darsteller und Drehbuch)
- 2010: Ein Letzter Sommer – Harvest (Regie, Produzent und Drehbuch)
- 2015: How He Fell in Love (Regie, Produzent und Drehbuch)
- 2017: My Friend Dahmer (Regie, Produzent und Drehbuch)
- 2019: We Summon the Darkness
- 2019: Human Capital
- 2020: All my Life – Liebe, als gäbe es kein Morgen

## Auszeichnungen
- 2006: Charlotte Film Festival: Festivalpreis
- 2006: Long Island International Film Expo: Bes Feature Film
- 2007: Westchester Film Festival: Best Feature Film
- 2010: Sacramento Film and Music Festival: Best Feature Film und Best Narrative Feature
- 2010: Cleveland International Film Festival: Best American Independent Feature Film
- 2010: Ft. Lauderdale International Film Festival: Spirit of the Independent Award
- 2017: Austin Fantastic Fest: Best Picture

## Nominierungen
- 2010: Charlotte Film Festival: Festivalpreis
- 2010: Kansas International Film Festival: Best Narrative
- 2015: Los Angeles Film Festival: US Fiction Award
- 2016: Cleveland International Film Festival: Best American Independent Feature Film
- 2017: Deauville Film Festival: Grand Special Prize
- 2017: Sitges – Catalonian International Film Festival: Best Film
- 2019: Molins Film Festival: Audience Award